# Сомалийская кухня

Местонахождение Сомали до 1991 года

Сомалийская кухня — это кухня, пришедшая с Африканского Рога. В этой кухне много общих традиционных блюд эритрейской и эфиопской кухонь, которые представляют собой цебхи (тушёное мясо), которые подают с ынджерой. На него в своё время также сильно повлияла итальянская кухня из-за колонизации, и она варьируется от региона к региону, что делает её сплавом различных сомалийских кулинарных традиций. Это продукт сомалийских традиций торговли и коммерции. Некоторые известные сомалийские деликатесы включают Kimis / Sabaayad, Canjeero / Лахох, Xalwo (Халва), Sambuusa (Самоса), Bariis Iskukaris и Muqmad / Odkac.
Мусульманам в Сомали запрещено употребление свинины в соответствии с шариатом — основным исламским законом.

## Завтрак
Завтрак (Quraac) — важный приём пищи для сомалийцев, которые часто начинают день с чая в сомалийском стиле (shaah / shaax) или кофе (qaxwa). Чай, заваренный из листьев чёрного чая, можно регулярно подавать как есть (shaah rinji или shaah bigays); но его также можно приправить специями, такими как имбирь, кардамон и корица (хотя чёрный перец не используется в отличие от других пряных чаёв), а молоко добавляется после заваривания, а не во время него; это известно как shaah cadeys.
Основное блюдо, как правило, представляет собой похожий на панкейк хлеб, называемый ынджера или лахох, происходящий из Сомали, и его едят по-разному. Часто употребляется вместе с мёдом и гхи / оливковым маслом / кунжутным маслом и запивают чашкой чая. Его также можно разломать на мелкие кусочки с сомалийским гхи (Subag) и сахаром. Для детей его смешивают с чаем и кунжутным / оливковым маслом (Macsaro) до получения кашицы. Обычно это может быть гарнир из печени (чаще всего говядины), козлятины (hilib ari), нарезанной кубиками говядины, приготовленной в супе (suqaar), или odkac, который состоит из небольших сушёных кусочков говядины, козьего или верблюжьего мяса, сваренных в гхи. В отличие от эфиопской ынджеры, сомалийский canjeero меньше, тоньше и слаще. Его также можно есть с тушёным мясом (Maraq) или супом.
- Sabaayad или Kimis / Cesh — это вид лепёшек, похожий на индийскую paratha. Во время обеда kimis / sabaayad иногда едят с сомалийским карри, супом или тушёным мясом.
- Muufo[6] — ещё один вид сомалийских лепёшек, популярных в Южном Сомали, и обычно едят его с тушёным мясом и супом, но иногда также употребляют на завтрак с мёдом / сахаром, кунжутным маслом, subag и чёрным чаем.
- Mushaari или Boorash — каша с маслом, орехами и сахаром, едят по всей Сомали.
- На национальном уровне более сладкая и жирная версия canjeero, похожая на блин, известный как malawax или malawah, является основным продуктом большинства домашних блюд и обычно едят на завтрак с чаем, подобно тому, как едят canjeero.

## Обед

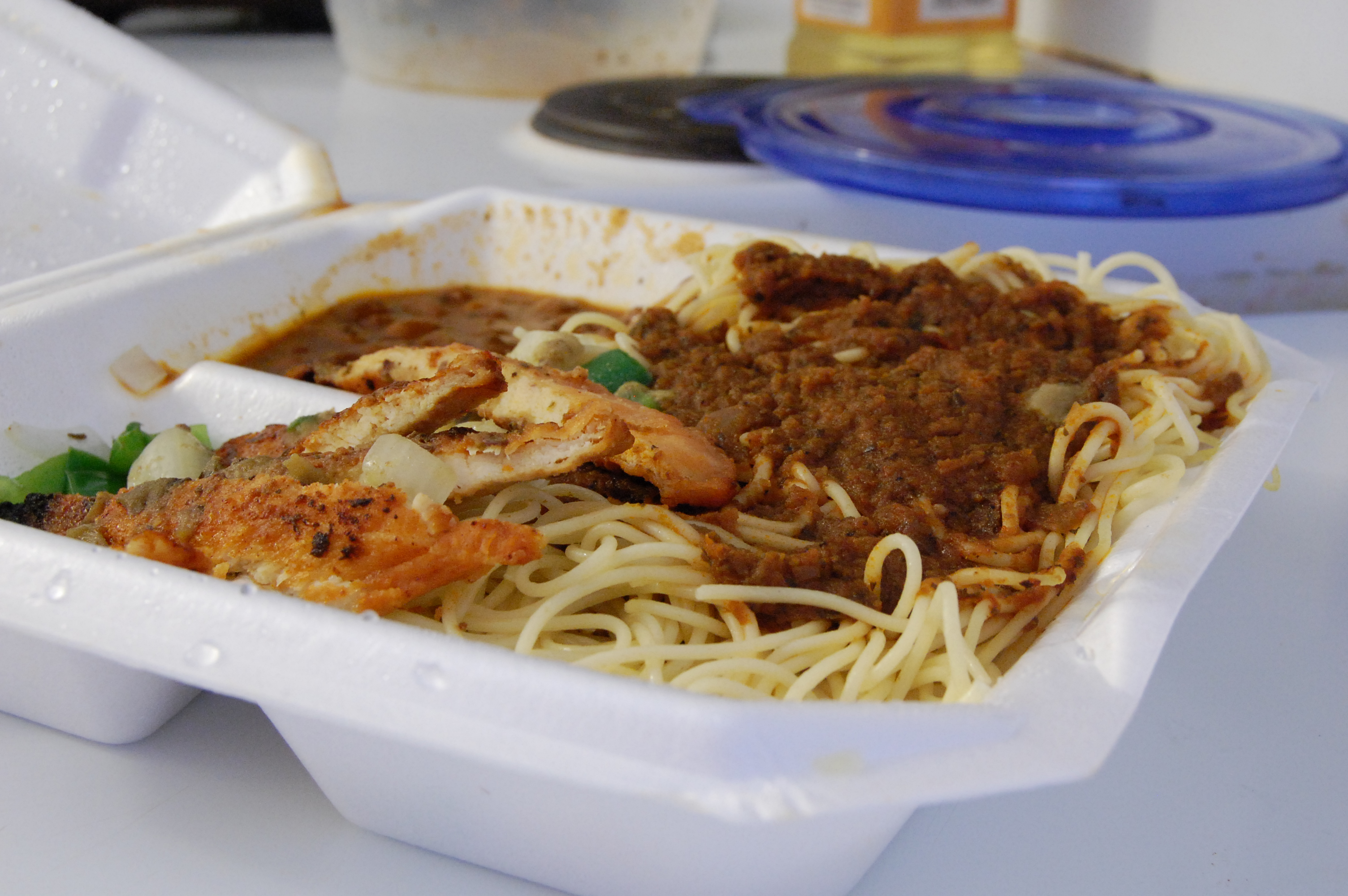
Baasto (паста) из спагетти и digaag (курица) на вынос из сомалийского ресторана

Обед (qado) часто представляет собой изысканное основное блюдо из макарон (baasto) или риса (bariis iskukaris), приправленных тмином (kamuun), кардамоном (heyl), гвоздикой (dhegayare) и шалфеем (Salvia somalensis). Распространённое использование макарон(baasto), таких как спагетти, происходит от итальянцев. Его часто подают с более тяжёлым тушёным мясом, чем итальянский соус для пасты. Как и в случае с рисом, его часто подают с бананом.
Спагетти также можно подавать с рисом, образуя новое блюдо под названием «Федерация». Блюдо обычно подаётся с равными (целыми) порциями риса и спагетти, разложенными по обеим сторонам большой овальной тарелки. Затем на него накладывается ассорти из тушёного мяса и овощей, подаётся с салатом и бананом по желанию. Было высказано предположение, что название блюда происходит от объединения двух блюд в Сомали, а также от размера и количества пищи. Вы не найдёте это блюдо, которое подают в среднестатистической сомалийской семье, так как редко готовят рис и макароны за один приём пищи. Вместо этого чаще заказывают блюдо в традиционных сомалийских ресторанах, где всегда легкодоступны и рис, и спагетти. Отсюда и статус новизны.
В Сомали многие люди едят некоторые блюда арабской кухни, такие как Ful (фасоль) с kimis или ынджерой, а также с хумусом. Другие блюда включают фалафель с хумусом или едят с лавашом, салатом и хумусом (например, сэндвич).
Ещё одно популярное блюдо на юге — iskukaris, хого (maraq) из риса, овощей и мяса, который является национальным продуктом питания. Помимо множества разновидностей хого, рис обычно подаётся с бананом на гарнир. В Могадишо широко едят стейк (Busteeki) и рыбу (Kalluun / Mallaay).
Жители Южного Сомали обычно употребляют жёсткую кукурузную муку, называемую сур, которую обычно едят вместе с тушёным мясом или супом.
Ещё одна часто употребляемая кукурузная мука называется асида. Его растирают со свежим молоком, маслом и сахаром или подают с углублением посередине, заполненным maraq или оливковым маслом.

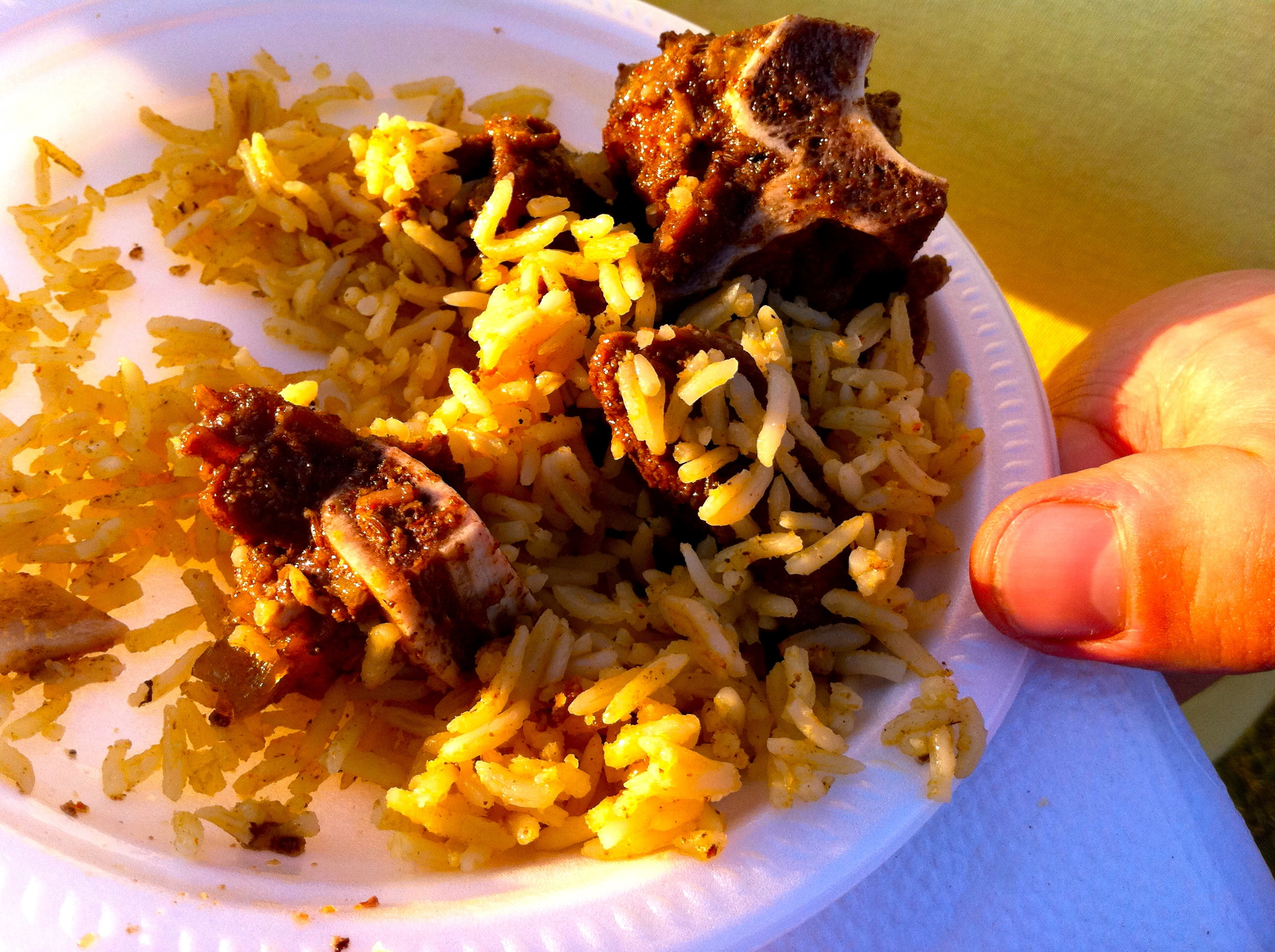
Bariis iskukaris, сомалийское блюдо из верблюжьего мяса и риса

Разновидностью лепёшек является sabaayad / kimis / cesh. Как и рис, подаётся с maraq и мясом на гарнир. Сомалийский sabaayad часто бывает немного сладковатым и готовится в небольшом количестве масла.
Популярными напитками на обед являются balbeelmo (грейпфрут), raqey (тамаринд) и isbarmuunto (лимонад). В Могадишо также распространены fiimto (Vimto) и laas (ласси). На северо-западе предпочтительными напитками являются cambe (манго) и tufaax (яблоко).
Также популярно bariis iskukaris, блюдо из риса, приготовленное и обжаренное с луком, мясом, затем смешанное со смесью сомалийских специй под названием xawaash, которая содержит тмин, кориандр, куркуму, кардамон, чёрный перец, гвоздику и мускатный орех. Его традиционно подают на сомалийских свадьбах.

## Ужин

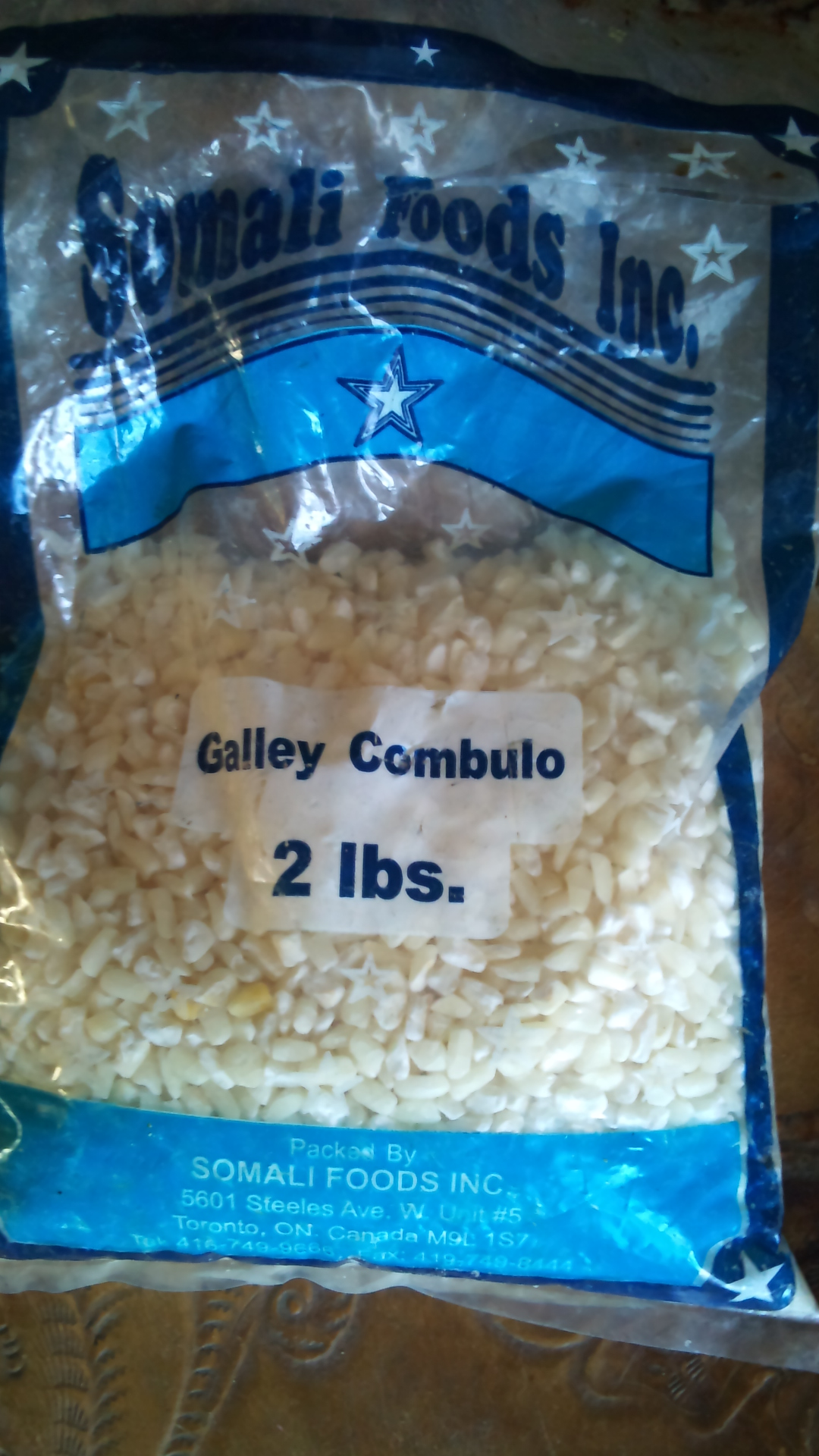
Мешок традиционного сомалийского cambuulo (бобы азуки)

Ужин (casho) в Сомали подаётся уже в 9 вечера. Во время Рамадана время ужина часто следует за молитвами таравих, иногда до 11 вечера. Cambuulo, обычное блюдо на ужин, готовится из хорошо приготовленных бобов адзуки, смешанных с маслом и сахаром. Бобы, которые сами по себе называются digir, могут готовиться до пяти часов, если их оставить на плите при уменьшенной температуре. Также используется qamadi (пшеница); его готовят и подают так же, как бобы адзуки.
Rooti iyo xalwo, ломтики хлеба, подаваемые с желатиновым кондитерским изделием, — ещё одно блюдо на ужин. Muufo, разновидность кукурузного хлеба, представляет собой блюдо из кукурузы, которое выпекают в Tinaar (глиняной печи). Его едят, разрезая на мелкие кусочки, поливая кунжутным маслом (macsaro) и сахаром, затем растирают вместе с чёрным чаем.
Перед сном часто выпивают стакан молока, приправленного кардамоном.

## Закуски

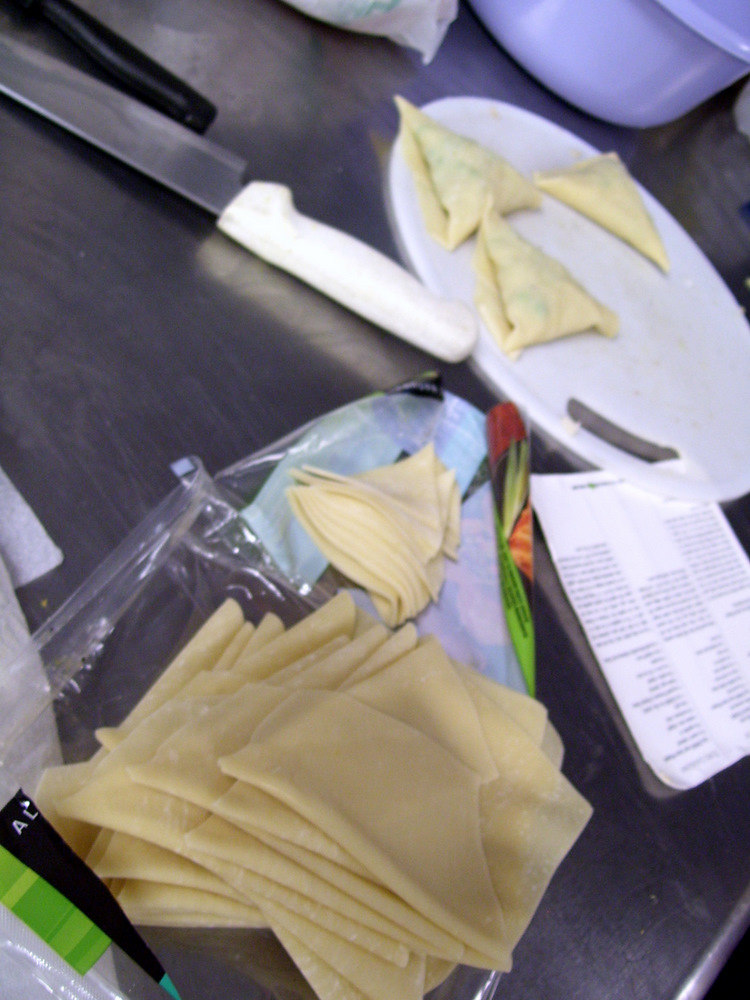
Готовятся сомалийские sambuusas (самоса)

Sambusa, сомалийский вариант индийской самосы, представляет собой треугольную закуску, которую обычно едят по всей Сомали во время afur (ифтара). Сомалийская версия приправлена острым перцем чили, а основным ингредиентом часто является мясной фарш. Kabaab — это закуска, которую едят в западной части Сомали. Существует несколько разновидностей этого блюда. Например, его можно подавать на шпажках с овощами. Ещё одна распространённая разновидность состоит из мясного фарша и напоминает kofta kebab. Домашние чипсы готовят из свежего картофеля и чёрного перца. Фрукты, такие как манго (cambo), гуайява (seytuun), банан (moos) и апельсин (liinbanbeelmo), едят в течение дня.

## Сладости

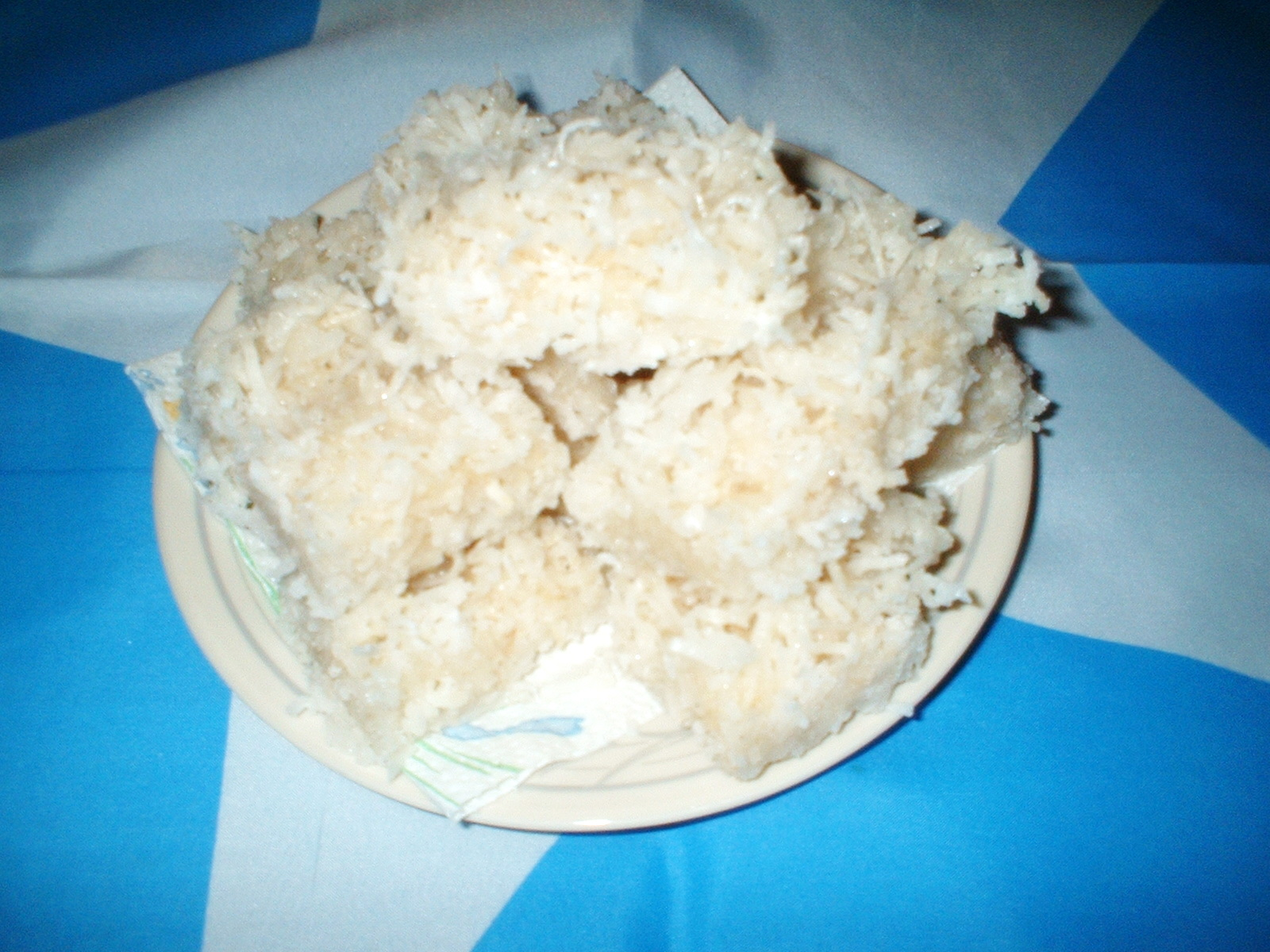
Gashaato — это кондитерское изделие на основе кокоса, расположенное здесь на фоне сомалийского национального флага.

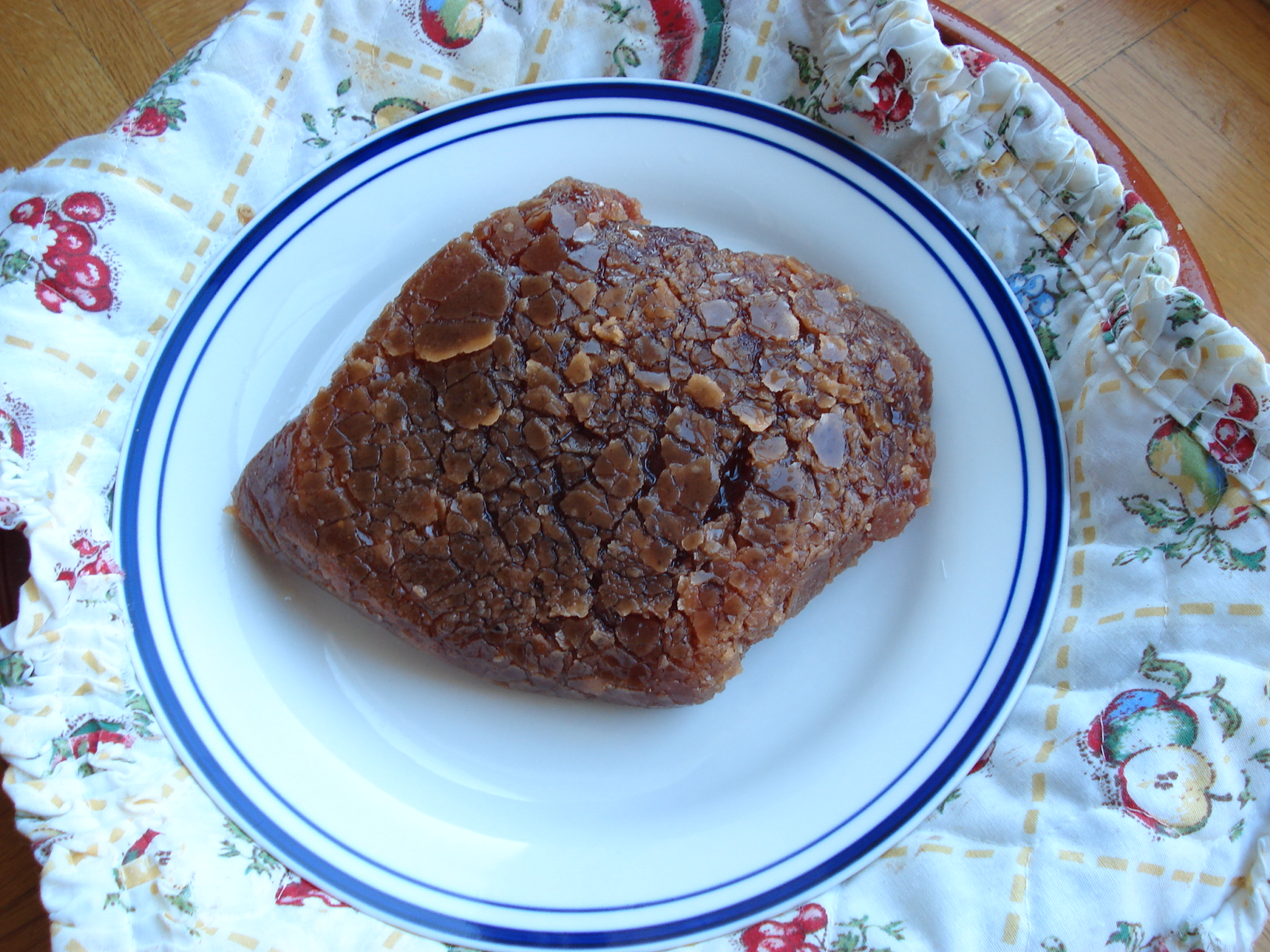
Xalwo (halwo) или халва является одним из основных продуктов сомалийской кухни.

- Xalwo (halwo) или халва — это популярное кондитерское изделие, подаваемое в особых случаях[8], таких как празднование Ураза-байрам или свадебный приём. Xalwadii waad qarsatey! («Ты спрятал свой xalwo!») — это фраза, которая следует за человеком, сбежавшим или устроившим небольшую частную свадьбу. Xalwo сделан из сахара, кукурузного крахмала, порошка кардамона, порошка мускатного ореха и гхи. Также иногда добавляют арахис для улучшения текстуры и вкуса[9]. На юге есть рисовый пудинг под названием ruz bil laban.
- Gashaato, Kashaato или Qumbe, приготовленный из кокоса, сахара и масла, приправленный кардамоном, является очень любимой сладостью. Сахар доводят до кипения в небольшом количестве воды, затем добавляют кардамон, а затем тёртый кокос.
- Lows iyo sisin — любимая сладость на юге. Он состоит из смеси арахиса (lows) и семян кунжута (sisin) в слое карамели. Кондитерские изделия слипаются, образуя вкусный батончик.
- Jallaato, похожее на американский фруктовый лёд, готовится путём замораживания натуральных сладких фруктов с палочкой посередине. Совсем недавно в Могадишо (Xamar) он стал включать caano jallaato, который готовится из молока и требует подслащивания. Слово jallaato происходит от gelato, что в переводе с итальянского означает «замороженный».
- Buskut или Buskud включает в себя множество различных видов печенья, в том числе очень мягкого, называемого daardaar (буквально «прикосновение» из-за его гладкой, нежной текстуры).
- Doolshe включает в себя множество восхитительных пирожных.
- Icun — это сладость, которую в основном едят жители южного Сомали. Он сделан из сахара и муки, смешанной с маслом. Люди предпочитают говорить I cun, I calaangi, caloosha I gee (Съешь меня, пожуй меня, а потом возьми меня к себе в живот), когда видят его. В основном его едят во время свадеб и во время праздника Ураза-байрам, но южные сомалийцы всегда делают его дома и едят как часть десерта.
- Shushumow — это жареная сомалийская выпечка с кристаллизованной оболочкой, которую обычно готовят в качестве закуски для вечеринок.
- Basbousa или basbousa с кремовой начинкой — это традиционный сомалийский сладкий пирог, на которую также оказало влияние арабская кухня[10]. Его готовят из варёной манной крупы или фарины, пропитанной сиропом.
- Также на севере известна лукумадес, представляющее из себя сладкое жареное тесто.
- Пахлаву также едят все сомалийцы.
- Ещё одна закуска или десерт, который едят сомалийцы, йеменцы и египтяне, — это маамуль, печенье с финиками или орехами.

Во время праздников, таких как свадьбы, вечеринки или Ураза-байрам, едят много сладостей. Среди них baalbaaloow, shuushuumoow, bur hindi, bur tuug и qumbe, последний из которых сделан из кокосовых орехов, смешанных с сахаром, в виде плитки.

## После еды

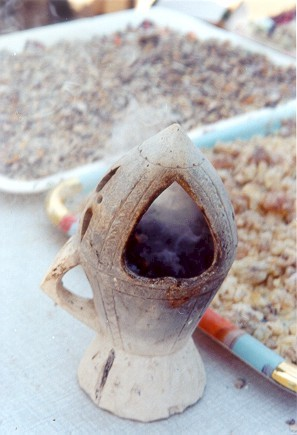
Курильница для благовоний dabqaad

Сомалийцы традиционно ароматизируют свои дома после еды. Ладан (luubaan) или приготовленные благовония (uunsi) помещают поверх горячего древесного угля внутри курильницы или кадила (dabqaad). Затем он горит около десяти минут. Это сохраняет благоухание в доме в течение нескольких часов. Кадило изготавливается из талькохлорита, найденного в определённых районах Сомали.

## Рекомендации
- Ali, Barlin. Somali Cuisine. — AuthorHouse, 2007. — ISBN 978-1-4259-7706-1.
- Abdullahi, Mohamed Diriye. Culture and customs of Somalia. — Greenwood, 2001. — ISBN 978-0-313-31333-2.